# Heinia semistriata
Heinia semistriata is een mosselkreeftjessoort uit de familie van de Loxoconchidae.